# Elecciones locales del Distrito Federal de México de 1997
Las Elecciones del Distrito Federal de 1997 se llevaron a cabo el domingo 6 de julio de 1997, simultáneamente con las elecciones federales y en ellas fueron renovados los titulares de los siguientes cargos de elección popular del Distrito Federal:
- Jefe de Gobierno del Distrito Federal. Titular del Gobierno del Distrito Federal, con funciones intermedias entre un alcalde y el gobernador de un estado, electo por primera vez en la historia moderna de la Ciudad de México por el término de 3 años sólo por esta ocasión.[1] El candidato electo fue Cuauhtémoc Lázaro Cárdenas Solórzano.
- 66 diputados del Asamblea Legislativa. 40 elegidos por mayoría relativa en cada uno de los distritos electorales y 26 electos por el principio de representación proporcional mediante un sistema de listas.

## Resultados electorales

### Jefe de Gobierno
|  | 48.09 % |

|  | 25.60 % |

|  | 15.58 % |

|  | 6.88 % |

|  | 1.86 % |

|  | 1.33 % |

|  | 0.41 % |

|  | 0.23 % |

|  | 97.96 % |

|  | 2.04 % |

|  | 65.07 % |

### Diputados
| Partido            | Partido                              | Mayoría | Proporcional | Total |
| ------------------ | ------------------------------------ | ------- | ------------ | ----- |
|                    | Partido Acción Nacional              | 2       | 9            | 11    |
|                    | Partido Revolucionario Institucional | 0       | 11           | 11    |
|                    | Partido Popular Socialista           | 0       | 0            | 0     |
|                    | Partido de la Revolución Democrática | 38      | 0            | 38    |
| Partido Cardenista | Partido Cardenista                   | 0       | 0            | 0     |
|                    | Partido Demócrata Mexicano           | 0       | 0            | 0     |
|                    | Partido del Trabajo                  | 0       | 3            | 3     |
|                    | Partido Verde Ecologista de México   | 0       | 3            | 3     |
| Total              |                                      | 40      | 26           | 66    |

Fuente: INAP.

#### Diputados Electos por el principio de Mayoría Relativa
| Distrito      | Nombre                               | Partido |
| I             | Roberto Rico Ramírez                 |         |
| II            | Francisco Ortiz Ayala                |         |
| III           | Antonio Padierna Luna                |         |
| IV            | Verónica Dolores Moreno Ramírez      |         |
| V             | Víctor Manuel Soto Camacho           |         |
| VI            | Francisco Chíguil Figueroa           |         |
| VII           | Rigoberto Fidencio Nieto López       |         |
| VIII          | Guillermo Hernández Reyes            |         |
| IX            | Raquel María del Carmen Sevilla Díaz |         |
| X             | Yolanda Tello Mondragón              |         |
| XI            | Javier Hidalgo Ponce                 |         |
| XII           | Rodolfo Pichardo Mendoza             |         |
| XIII          | Guillermina Martínez Parra           |         |
| XIV           | Virginia Jaramillo Flores            |         |
| XV            | Arne Aus den Ruthen Haag             |         |
| XVI           | Elvira Albarrán Rodríguez            |         |
| XVII          | Eliab Mendoza Gallegos               |         |
| XVIII         | Elva Martha García Rocha             |         |
| XIX           | Pablo de Anda Márquez                |         |
| XX            | Vicente Cuéllar Suaste               |         |
| XXI           | Martí Batres Guadarrama              |         |
| XXII          | Ignacio Ruiz López                   |         |
| XXIII         | René Arce Islas                      |         |
| XXIV          | Lucerito del Pilar Márquez Franco    |         |
| XXV           | Alfredo Hernández Raigosa            |         |
| XXVI          | Sara Lygeia Murúa Hernández          |         |
| XXVII         | Francisco Javier Serna Alvarado      |         |
| XXVIII        | Rafael López de la Cerda del Valle   |         |
| XXIX          | Esteban Daniel Martínez Enríquez     |         |
| XXX           | Miguel Bortolini Castillo            |         |
| XXXI          | Ricardo Molina Teodoro               |         |
| XXXII         | Ana Luisa Cárdenas Pérez             |         |
| XXXIII        | Miguel Ángel Peláez Gerardo          |         |
| XXXIV         | David Sánchez Camacho                |         |
| XXXV          | María de los Ángeles Correa de Lucio |         |
| XXXVI         | Alicia Díaz Camacho                  |         |
| XXXVII        | Ricardo Javier Martínez Atala        |         |
| XXXVIII       | Hipólito Bravo López                 |         |
| XXXIX         | Juan González Romero                 |         |
| XL            | Ernesto Chávez Contreras             |         |
| Fuente: IEDF. |                                      |         |

#### Diputados Electos por el principio de Representación Proporcional
| Nombre                                    | Partido |
| Manuel Aguilera Gómez                     |         |
| Óscar Guillermo Levín Coppel              |         |
| Netzahualcóyotl de la Vega García         |         |
| Fernando de Garay y Arenas                |         |
| José Eduardo Escobedo Miramontes          |         |
| María Angélica Luna y Parra y Trejo Lerdo |         |
| Octavio Guillermo West Silva              |         |
| Alejandro Vázquez Enríquez                |         |
| Jesús Eduardo Toledano Landero            |         |
| José Alfonso Rivera Domínguez             |         |
| Luis Miguel Ortiz Haro Amieva             |         |
| Jesús Galván Muñoz                        |         |
| José Manuel Minjares Jiménez              |         |
| Fernando Pérez Noriega                    |         |
| Ramón Miguel Hernández Labastida          |         |
| Margarita Saldaña Hernández               |         |
| María del Pilar Hiroishi Suzuki           |         |
| Pablo Jaime Jiménez Barranco              |         |
| Armando Salinas Torre                     |         |
| Irma Islas León                           |         |
| José Narro Céspedes                       |         |
| Marco Antonio Trejo Hernández             |         |
| María del Carmen Galindo Alva             |         |
| Sara Isabel Castellanos Cortés            |         |
| Alejandro Rojas Díaz Durán                |         |
| Mayra Erendira Gómez Bravo                |         |
| Fuente: IEDF                              |         |